# In the Shadow of Mount Shasta
In the Shadow of Mount Shasta è un cortometraggio muto del 1910. Non si conosce il nome del regista, né si hanno altri dati certi del film prodotto e distribuito dalla Selig.

## Produzione
Il film fu prodotto dalla Selig Polyscope Company.

## Distribuzione
Distribuito dalla General Film Company, il film - un cortometraggio in una bobina - uscì nelle sale cinematografiche statunitensi il 10 febbraio 1910.